# Vláda Sergeje Bagapše
Vláda Sergeje Bagapše vznikla po prezidentských volbách v Abcházii v roce 2005. Trvala až do roku 2011, kdy Sergej Bagapš zemřel.

## Vývoj
Více než polovina ministrů vydržela ve funkci po celé funkční období.
- 10. března 2006 byl místopředseda Abchazského lidové shromáždění Aleksandr Straničkin jmenován místopředsedou vlády.[1]

- 3. dubna 2007 se státní komisař pro nakládání s majetkem státu a privatizaci Daur Tarba stal předsedou okresu Očamčyra.[2] Ve funkci jej nahradil Konstantin Kacija.[3]

- 8. května 2007 rezignoval ministr obrany a místopředseda vlády Sultan Sosnalijev.[4] Byl nahrazen na ministerstvu obrany (ale nikoliv jako místopředseda vlády) svým dosavadním tajemníkem Mirabem Kišmarijou.[5]

- 6. srpna 2007 byl Jurij Aqaba jmenován ministrem zemědělství.[6] Jeho předchůdce Vitalij Smyr byl totiž zvolen do parlamentu.

- 19. ledna 2009 byl Leonid Lakerbaja povýšen na pozici prvního místopředsedu vlády.[7]

- 26. ledna 2009 byl v Suchumi zavražděn náměstek ministra vnitra Zakan Džugelija.[8]

- 18. srpna Stanislav Lakoba nabídl k dispozici svoji funkci tajemníka bezpečnostní rady státu kvůli vypuklé politické krizi ohledně sporu o abchazské občanství. Jeho rezignaci prezident Bagapš přijal 25. srpna.[9] 17. září byl na jeho pozici dosazen jeho náměstek Aleksandr Vojinskij.[10]

- Po svém znovuzvolení vyměnil prezident Bagapš dne 23. února 2010 ředitele bezpečnostních složek státu Jurije Ašubu za Aslana Bžaniju.[11] 1. března odvolal Valerije Aršbu z funkce ředitele prezidentské kanceláře,[12] a hned následující den dosadil na jeho místo dosavadního státního komisaře tradic Grigorije Enika.[13] Ten byl zase ve své původní funkci nahrazen svým tajemníkem Saidem Tarkilem.[14] 12. března prezident Bagapš schválil novou strukturu vlády.[15] Například státní služby životního prostředí byly přeměněny na státní komisi ekologie[16] a 7. dubna byl na pozici komisaře jmenován Roman Dbar.[17] Ve vládě došlo ještě ke třem zásadním změnám. Dosavadní premiér Aleksandr Ankvab byl zvolen viceprezidentem a druhý den po složení prezidentské přísahy spolu s Bagapšem (13. února 2010) byl v premiérské funkci nahrazen ministrem zahraničí Sergejem Šambou,[18], kterého nahradil na ministerstvu zahraničí jeho náměstek Maxim Gvindžija dne 26. února.[19] Daur Tarba byl k tomu jmenován vicepremiérem 24. února.[20]

- 14. dubna 2010 bylo posláno do výslužby pět náměstků ministra obrany, včetně vrchního velitele abchazské armády Anatolije Zajceva.[21] Prvním náměstkem ministra obrany byl jmenován Aslan Ankvab a zároveň zastával i funkci ředitele personálního odboru ministerstva. Dalším náměstkem se stal Beslan Cvišba.[22] 29. března 2011 nahradil Aslana Ankvaba Vladimir Vasilčenko.[23]

- 12. srpna 2010 byl z funkce ministra vnitra odvolán Otar Checija, aby mohl být jmenován tajemníkem bezpečnostní rady státu o 6 dní později. Na ministerstvu vnitra byl dočasně nahrazen svým náměstkem Raminem Gablajou, než byl 22. září do funkce ministra vnitra dosazen dosavadní náměstek ministra daní a poplatků Leonid Dzapšba.[24][25][26]

- Prezident Bagapš dne 9. září odvolal Anzora Mukbu z funkce státního komisaře repatriace a nahradil ho dosavadním ředitelem personálního odboru vlády Zurabem Adleibou, jehož v původní funkci nahradil dosavadní náměstek ministra zahraničí Daur Kove.[27]

- 25. února 2011 oznámil Daur Tarba svou rezignaci na funkci vicepremiéra. Důvody k tomuto kroku nesdělil.[28] Prezident Bagapš jeho rezignaci přijal 3. března.[29] Tarbu pak 30. března nahradil dosavadní ministr daní a poplatků Vachtang Pipija.[30] Pipija byl na ministerstvu daní nahrazen Raufem Cimcbou, který před tím působil na témže ministerstvu jako ředitel odboru zdanění právnických osob.[31]
- Dne 29. května 2011 zemřel prezident Bagapš, jehož pravomoce na tři měsíce převzal dle dikce ústavy jeho viceprezident Aleksandr Ankvab, dokud nebude po předčasných volbách znám Bagapšův nástupce.[32] 20. září 2011 odvolal úřadující prezident Ankvab zástupce ředitele prezidentské kanceláře Aleksandra Adleibu.[33]

## Seznam členů vlády
|                                                             |                                                        |                                                        |                                                        |                                                        |                                                        |                                                        |                                                        |                                                        |
| Prezidentská kancelář                                       |                                                        |                                                        |                                                        |                                                        |                                                        |                                                        |                                                        |                                                        |
| Prezident Abcházie                                          | Sergej Bagapš 12. února 2005 - 29. května 2011         | Sergej Bagapš 12. února 2005 - 29. května 2011         | Sergej Bagapš 12. února 2005 - 29. května 2011         | Sergej Bagapš 12. února 2005 - 29. května 2011         | Sergej Bagapš 12. února 2005 - 29. května 2011         | Sergej Bagapš 12. února 2005 - 29. května 2011         | Sergej Bagapš 12. února 2005 - 29. května 2011         | Aleksandr Ankvab 29. května – 26. září 2011            |
| Viceprezident                                               | Raul Chadžimba 12. února 2005 - 28. května 2009        | Raul Chadžimba 12. února 2005 - 28. května 2009        | Raul Chadžimba 12. února 2005 - 28. května 2009        | funkce neobsazena                                      | Aleksandr Ankvab 12. února 2010 - 29. května 2011      | Aleksandr Ankvab 12. února 2010 - 29. května 2011      | Aleksandr Ankvab 12. února 2010 - 29. května 2011      | funkce neobsazena                                      |
| Ředitel prezidentské kanceláře                              | Valerij Aršba 15. února 2005 - 1. března 2010          | Valerij Aršba 15. února 2005 - 1. března 2010          | Valerij Aršba 15. února 2005 - 1. března 2010          | Valerij Aršba 15. února 2005 - 1. března 2010          | Grigori Enik 2. března 2010 - 10. října 2011           | Grigori Enik 2. března 2010 - 10. října 2011           | Grigori Enik 2. března 2010 - 10. října 2011           | Grigori Enik 2. března 2010 - 10. října 2011           |
| Tajemník bezpečnostní rady státu                            | Stanislav Lakoba 17. února 2005 - 25. srpna 2009       | Stanislav Lakoba 17. února 2005 - 25. srpna 2009       | Stanislav Lakoba 17. února 2005 - 25. srpna 2009       | Aleksandr Vojinskij 17. září 2009 - 18. srpna 2010     | Aleksandr Vojinskij 17. září 2009 - 18. srpna 2010     | Otar Checija 18. srpna 2010 - 7. prosince 2011         | Otar Checija 18. srpna 2010 - 7. prosince 2011         | Otar Checija 18. srpna 2010 - 7. prosince 2011         |
| Ředitel bezpečnostních složek státu                         | Jurij Ašuba 28. února 2005 - 23. února 2010            | Jurij Ašuba 28. února 2005 - 23. února 2010            | Jurij Ašuba 28. února 2005 - 23. února 2010            | Jurij Ašuba 28. února 2005 - 23. února 2010            | Aslan Bžanija 23. února 2010 - 26. září 2011           | Aslan Bžanija 23. února 2010 - 26. září 2011           | Aslan Bžanija 23. února 2010 - 26. září 2011           | Aslan Bžanija 23. února 2010 - 26. září 2011           |
| Vláda:                                                      |                                                        |                                                        |                                                        |                                                        |                                                        |                                                        |                                                        |                                                        |
| Předseda vlády                                              | Aleksandr Ankvab 14. února 2005 - 13. února 2010       | Aleksandr Ankvab 14. února 2005 - 13. února 2010       | Aleksandr Ankvab 14. února 2005 - 13. února 2010       | Aleksandr Ankvab 14. února 2005 - 13. února 2010       | Sergej Šamba 13. února 2010 – 27. září 2011            | Sergej Šamba 13. února 2010 – 27. září 2011            | Sergej Šamba 13. února 2010 – 27. září 2011            | Sergej Šamba 13. února 2010 – 27. září 2011            |
| První místopředseda vlády                                   | funkce neobsazena                                      | funkce neobsazena                                      | funkce neobsazena                                      | Leonid Lakerbaja 19. ledna 2009 – 10. října 2011       | Leonid Lakerbaja 19. ledna 2009 – 10. října 2011       | Leonid Lakerbaja 19. ledna 2009 – 10. října 2011       | Leonid Lakerbaja 19. ledna 2009 – 10. října 2011       | Leonid Lakerbaja 19. ledna 2009 – 10. října 2011       |
| Místopředsedové vlády                                       | Leonid Lakerbaja 24. února 2005 - 19. ledna 2009       | Leonid Lakerbaja 24. února 2005 - 19. ledna 2009       | Leonid Lakerbaja 24. února 2005 - 19. ledna 2009       | funkce neobsazena                                      | Daur Tarba 24. února 2010 - 4. března 2011             | Daur Tarba 24. února 2010 - 4. března 2011             | Daur Tarba 24. února 2010 - 4. března 2011             | Vachtang Pipija 30. března – 10. října 2011            |
| Místopředsedové vlády                                       | Beslan Kubrava 24. února 2005 – 10. října 2011         |                                                        |                                                        |                                                        |                                                        |                                                        |                                                        |                                                        |
| Místopředsedové vlády                                       | Sultan Sosnalijev 25. února 2005 - 8. května 2007      | Sultan Sosnalijev 25. února 2005 - 8. května 2007      | funkce neobsazena                                      | funkce neobsazena                                      | funkce neobsazena                                      | funkce neobsazena                                      | funkce neobsazena                                      | funkce neobsazena                                      |
| Místopředsedové vlády                                       | funkce neobsazena                                      | Aleksandr Straničkin 10. března 2006 – 10. října 2011  | Aleksandr Straničkin 10. března 2006 – 10. října 2011  | Aleksandr Straničkin 10. března 2006 – 10. října 2011  | Aleksandr Straničkin 10. března 2006 – 10. října 2011  | Aleksandr Straničkin 10. března 2006 – 10. října 2011  | Aleksandr Straničkin 10. března 2006 – 10. října 2011  | Aleksandr Straničkin 10. března 2006 – 10. října 2011  |
| Ředitel personálního odboru                                 | Zurab Adleiba 9. září 2005 - 9. září 2010              | Zurab Adleiba 9. září 2005 - 9. září 2010              | Zurab Adleiba 9. září 2005 - 9. září 2010              | Zurab Adleiba 9. září 2005 - 9. září 2010              | Zurab Adleiba 9. září 2005 - 9. září 2010              | Zurab Adleiba 9. září 2005 - 9. září 2010              | Daur Kove 9. září 2010 - 20. října 2011                | Daur Kove 9. září 2010 - 20. října 2011                |
| Ministři vlády:                                             |                                                        |                                                        |                                                        |                                                        |                                                        |                                                        |                                                        |                                                        |
| Ministr obrany                                              | Sultan Sosnalijev 25. února 2005 - 8. května 2007      | Sultan Sosnalijev 25. února 2005 - 8. května 2007      | Mirab Kišmarija 10. května 2007 – 11. října 2011       | Mirab Kišmarija 10. května 2007 – 11. října 2011       | Mirab Kišmarija 10. května 2007 – 11. října 2011       | Mirab Kišmarija 10. května 2007 – 11. října 2011       | Mirab Kišmarija 10. května 2007 – 11. října 2011       | Mirab Kišmarija 10. května 2007 – 11. října 2011       |
| Ministr vnitra                                              | Otar Checija 25. února 2005 - 12. srpna 2010           | Otar Checija 25. února 2005 - 12. srpna 2010           | Otar Checija 25. února 2005 - 12. srpna 2010           | Otar Checija 25. února 2005 - 12. srpna 2010           | Otar Checija 25. února 2005 - 12. srpna 2010           | Ramin Gablaja 12. srpna - 22. září 2010                | Leonid Dzapšba 22. září 2010 – 20. října 2011          | Leonid Dzapšba 22. září 2010 – 20. října 2011          |
| Ministr zahraničí                                           | Sergej Šamba 21. března 2005 - 26. února 2010          | Sergej Šamba 21. března 2005 - 26. února 2010          | Sergej Šamba 21. března 2005 - 26. února 2010          | Sergej Šamba 21. března 2005 - 26. února 2010          | Maxim Gvindžija 26. února 2010 – 11. října 2011        | Maxim Gvindžija 26. února 2010 – 11. října 2011        | Maxim Gvindžija 26. února 2010 – 11. října 2011        | Maxim Gvindžija 26. února 2010 – 11. října 2011        |
| Ministr spravedlnosti                                       | Ljudmila Chodžašviliová 7. dubna 2005 – 31. října 2011 | Ljudmila Chodžašviliová 7. dubna 2005 – 31. října 2011 | Ljudmila Chodžašviliová 7. dubna 2005 – 31. října 2011 | Ljudmila Chodžašviliová 7. dubna 2005 – 31. října 2011 | Ljudmila Chodžašviliová 7. dubna 2005 – 31. října 2011 | Ljudmila Chodžašviliová 7. dubna 2005 – 31. října 2011 | Ljudmila Chodžašviliová 7. dubna 2005 – 31. října 2011 | Ljudmila Chodžašviliová 7. dubna 2005 – 31. října 2011 |
| Ministr financí                                             | Beslan Kubrava 24. února 2005 – 10. října 2011         | Beslan Kubrava 24. února 2005 – 10. října 2011         | Beslan Kubrava 24. února 2005 – 10. října 2011         | Beslan Kubrava 24. února 2005 – 10. října 2011         | Beslan Kubrava 24. února 2005 – 10. října 2011         | Beslan Kubrava 24. února 2005 – 10. října 2011         | Beslan Kubrava 24. února 2005 – 10. října 2011         | Beslan Kubrava 24. února 2005 – 10. října 2011         |
| Ministr hospodářství                                        | Kristina Ozganová 25. února 2005 – 27. října 2011      | Kristina Ozganová 25. února 2005 – 27. října 2011      | Kristina Ozganová 25. února 2005 – 27. října 2011      | Kristina Ozganová 25. února 2005 – 27. října 2011      | Kristina Ozganová 25. února 2005 – 27. října 2011      | Kristina Ozganová 25. února 2005 – 27. října 2011      | Kristina Ozganová 25. února 2005 – 27. října 2011      | Kristina Ozganová 25. února 2005 – 27. října 2011      |
| Ministr daní a poplatků                                     | Vachtang Pipija 25. února 2005 - 30. března 2011       | Vachtang Pipija 25. února 2005 - 30. března 2011       | Vachtang Pipija 25. února 2005 - 30. března 2011       | Vachtang Pipija 25. února 2005 - 30. března 2011       | Vachtang Pipija 25. února 2005 - 30. března 2011       | Vachtang Pipija 25. února 2005 - 30. března 2011       | Vachtang Pipija 25. února 2005 - 30. března 2011       | Rauf Cimcba 4. dubna – 11. října 2011                  |
| Ministr zemědělství                                         | Vitalij Smyr 25. února 2005 - březen 2007              | Vitalij Smyr 25. února 2005 - březen 2007              | Jurij Aqaba 6. srpna 2007 – 18. října 2011             | Jurij Aqaba 6. srpna 2007 – 18. října 2011             | Jurij Aqaba 6. srpna 2007 – 18. října 2011             | Jurij Aqaba 6. srpna 2007 – 18. října 2011             | Jurij Aqaba 6. srpna 2007 – 18. října 2011             | Jurij Aqaba 6. srpna 2007 – 18. října 2011             |
| Ministr školství                                            | Indira Vardanijová 10. března 2005 – 20. října 2011    | Indira Vardanijová 10. března 2005 – 20. října 2011    | Indira Vardanijová 10. března 2005 – 20. října 2011    | Indira Vardanijová 10. března 2005 – 20. října 2011    | Indira Vardanijová 10. března 2005 – 20. října 2011    | Indira Vardanijová 10. března 2005 – 20. října 2011    | Indira Vardanijová 10. března 2005 – 20. října 2011    | Indira Vardanijová 10. března 2005 – 20. října 2011    |
| Ministr kultury                                             | Nugzar Logua 10. března 2005 – 13. října 2011          | Nugzar Logua 10. března 2005 – 13. října 2011          | Nugzar Logua 10. března 2005 – 13. října 2011          | Nugzar Logua 10. března 2005 – 13. října 2011          | Nugzar Logua 10. března 2005 – 13. října 2011          | Nugzar Logua 10. března 2005 – 13. října 2011          | Nugzar Logua 10. března 2005 – 13. října 2011          | Nugzar Logua 10. března 2005 – 13. října 2011          |
| Ministr zdravotnictví                                       | Zurab Maršan 25. února 2005 – 28. října 2011           | Zurab Maršan 25. února 2005 – 28. října 2011           | Zurab Maršan 25. února 2005 – 28. října 2011           | Zurab Maršan 25. února 2005 – 28. října 2011           | Zurab Maršan 25. února 2005 – 28. října 2011           | Zurab Maršan 25. února 2005 – 28. října 2011           | Zurab Maršan 25. února 2005 – 28. října 2011           | Zurab Maršan 25. února 2005 – 28. října 2011           |
| Ministr práce a sociálních věcí                             | Olga Koltukovová 2. března 2005 – 20. října 2011       | Olga Koltukovová 2. března 2005 – 20. října 2011       | Olga Koltukovová 2. března 2005 – 20. října 2011       | Olga Koltukovová 2. března 2005 – 20. října 2011       | Olga Koltukovová 2. března 2005 – 20. října 2011       | Olga Koltukovová 2. března 2005 – 20. října 2011       | Olga Koltukovová 2. března 2005 – 20. října 2011       | Olga Koltukovová 2. března 2005 – 20. října 2011       |
| Předsedové státních komisí:                                 |                                                        |                                                        |                                                        |                                                        |                                                        |                                                        |                                                        |                                                        |
| Státní komisař tradic                                       | Grigori Enik 24. února 2005 - 2. března 2010           | Grigori Enik 24. února 2005 - 2. března 2010           | Grigori Enik 24. února 2005 - 2. března 2010           | Grigori Enik 24. února 2005 - 2. března 2010           | Said Tarkil 2. března 2010 - 14. října 2011            | Said Tarkil 2. března 2010 - 14. října 2011            | Said Tarkil 2. března 2010 - 14. října 2011            | Said Tarkil 2. března 2010 - 14. října 2011            |
| Státní komisař pro nakládání s majetkem státu a privatizaci | Daur Tarba 24. února 2005 - 3. dubna 2007              | Daur Tarba 24. února 2005 - 3. dubna 2007              | Konstantin Kacia 3. dubna 2007 - 28. října 2011        | Konstantin Kacia 3. dubna 2007 - 28. října 2011        | Konstantin Kacia 3. dubna 2007 - 28. října 2011        | Konstantin Kacia 3. dubna 2007 - 28. října 2011        | Konstantin Kacia 3. dubna 2007 - 28. října 2011        | Konstantin Kacia 3. dubna 2007 - 28. října 2011        |
| Státní komisař lesnictví                                    | Adolf Šamba 24. února 2005 - ?                         | Adolf Šamba 24. února 2005 - ?                         | Adolf Šamba 24. února 2005 - ?                         | Adolf Šamba 24. února 2005 - ?                         | funkce neobsazena                                      | funkce neobsazena                                      | funkce neobsazena                                      | funkce neobsazena                                      |
| Státní komisař rekreace a turistiky                         | Tengiz Lakerbaja 24. února 2005 - 14. října 2011       | Tengiz Lakerbaja 24. února 2005 - 14. října 2011       | Tengiz Lakerbaja 24. února 2005 - 14. října 2011       | Tengiz Lakerbaja 24. února 2005 - 14. října 2011       | Tengiz Lakerbaja 24. února 2005 - 14. října 2011       | Tengiz Lakerbaja 24. února 2005 - 14. října 2011       | Tengiz Lakerbaja 24. února 2005 - 14. října 2011       | Tengiz Lakerbaja 24. února 2005 - 14. října 2011       |
| Státní komisař standardů, metrologie a certifikace          | Nerses Nersesyan 24. února 2005 - ?                    | Nerses Nersesyan 24. února 2005 - ?                    | Nerses Nersesyan 24. února 2005 - ?                    | Nerses Nersesyan 24. února 2005 - ?                    | funkce neobsazena                                      | funkce neobsazena                                      | funkce neobsazena                                      | funkce neobsazena                                      |
| Státní komisař mládeže a sportu                             | Rafael Ampar 24. března 2005 - 28. října 2011          | Rafael Ampar 24. března 2005 - 28. října 2011          | Rafael Ampar 24. března 2005 - 28. října 2011          | Rafael Ampar 24. března 2005 - 28. října 2011          | Rafael Ampar 24. března 2005 - 28. října 2011          | Rafael Ampar 24. března 2005 - 28. října 2011          | Rafael Ampar 24. března 2005 - 28. října 2011          | Rafael Ampar 24. března 2005 - 28. října 2011          |
| Státní komisař repatriace                                   | Anzor Mukba 24. února 2005 - 9. září 2010              | Anzor Mukba 24. února 2005 - 9. září 2010              | Anzor Mukba 24. února 2005 - 9. září 2010              | Anzor Mukba 24. února 2005 - 9. září 2010              | Anzor Mukba 24. února 2005 - 9. září 2010              | Anzor Mukba 24. února 2005 - 9. září 2010              | Zurab Adleiba 9. září 2010 - 14. října 2011            | Zurab Adleiba 9. září 2010 - 14. října 2011            |
| Státní komisař ekologie a přírody                           | funkce neobsazena                                      | funkce neobsazena                                      | funkce neobsazena                                      | funkce neobsazena                                      | Roman Dbar 7. dubna 2010 - 14. října 2011              | Roman Dbar 7. dubna 2010 - 14. října 2011              | Roman Dbar 7. dubna 2010 - 14. října 2011              | Roman Dbar 7. dubna 2010 - 14. října 2011              |